# Лиссопацкий, Никодим Вацлавович
Никоди́м Вацла́вович (Венцесла́вович) Лиссопа́цкий (Лиссопа́дский) (1833-1908) — архитектор, академик архитектуры Императорской Академии художеств.

## Биография
Учился в Императорской Академии художеств, которую окончил в 1855 году. Был признан «назначенным в академики» (1857). Избран в академики (1859).
Работал архитектором в Казани (с 1855), Сызрани (1861–1864). Почётный член и архитектор Петербургского совета детских приютов (1866–1872), служил в Министерстве госимуществ (с 1865), в Технико-строительном комитете МВД (1869—1881). Архитектор Охтинского порохового завода (с 1870). Техник Городской управы. Действительный член Петербургского общества архитекторов.
Среди основных построек в Петербурге: особняк М. Д. Тибенкова (Лабутина, 31, 1869—1870), притвор и апсида церкви св. Илии Пророка (1875—1876), причтовый дом (Шоссе Революции, 76, 1876). Построил ряд зданий Общества земледельческих колоний и ремесленных приютов (1873).
Награды: Орден Святого Владимира IV степени (1880).